# Thomas Benbow Phillips
Thomas Benbow Phillips (14 februarie 1828 - 30 ianuarie 1915) a fost un pionier al așezărilor galeze din Brazilia și Patagonia din secolul al XIX-lea. 